# Elecciones provinciales de San Luis de 1930
Las elecciones generales de la provincia de San Luis tuvieron lugar el domingo 17 de agosto del mencionado año con el objetivo de renovar la gobernación sanluiseña para el período 1930-1934. Fueron las quintas elecciones provinciales sanluiseñas desde la instauración del sufragio secreto en la Argentina, así como el último proceso electoral que tuvo lugar en territorio argentino antes del golpe de Estado de 1930, que derrocó al entonces presidente Hipólito Yrigoyen.
Al momento de los comicios, el país estaba envuelto en una profunda crisis política y económica. San Luis era uno de los principales bastiones de la oposición al gobierno de la Unión Cívica Radical (UCR), con el Partido Demócrata Liberal (PDL) como principal fuerza política de la provincia. En contraposición con los sucesos a nivel nacional, que demostraban una oposición conservadora cada vez más unida ante un desgastado y dividido radicalismo, en San Luis el oficialismo provincial se presentó sorpresivamente dividido en dos facciones: una presentó al diputado nacional Laureano Landaburu como candidato a gobernador, y la otra, disidente, presentó a León Guillet, que ya había sido gobernador entre 1922 y 1926. El radicalismo, por otro lado, se presentó unido con Enrique Tronconi como candidato. La supuesta parcialidad política de parte del liderazgo conservador en contra de Landaburu provocó un «derrotismo generalizado» en gran parte del sector liberal, y se consideraba que la UCR podía ganar las elecciones. Sin embargo, Landaburu hizo una campaña ruidosa y recibió un apoyo inusual destacado del conservadurismo a nivel nacional, recibiendo endosos de líderes conservadores de otras provincias, como los mendocinos Adolfo Vicchi y Gilberto Suárez Lago, el cordobés Ramón José Cárcano, y el bonaerense Rodolfo Moreno.
En un escrutinio sumamente ajustado y geográficamente divisivo, la facción liberal oficial conservó su hegemonía en contra de todo pronóstico, resultando Landaburu elegido gobernador con un 47,47% de los votos contra el 46,72% del radicalismo unido. Guillet recogió solo un 5,82% de las diferencias, solo 1.397 votos exactos. El PDL se impuso en las zonas rurales con comodidad, mientras que la UCR venció en la capital provincial y en los centros urbanos importantes de la provincia. Acosado por la crisis política y las presiones opositoras, el gobierno de Yrigoyen reconoció el resultado, y la dirigencia radical sanluiseña manifestó no haber detectado ninguna irregularidad, reconociendo a Landaburu como gobernador electo.
El 6 de septiembre de 1930, tan solo tres semanas después de las elecciones, se produjo un golpe de Estado militar que destituyó al gobierno constitucional y lo reemplazó por una dictadura de facto, clausurándose el Congreso Nacional e interviniéndose casi todas las provincias. Solo San Luis y Entre Ríos, con gobiernos que adhirieron al golpe, evitaron ser intervenidos, por lo que Landaburu asumió su cargo sin problemas el 15 de noviembre, en pleno gobierno militar. Sin embargo, el golpe inauguró un ciclo de elecciones fraudulentas denominado Década Infame y, durante todo este período, en San Luis el PDL fue la única fuerza que presentó candidato, deviniendo en la conversión de la provincia esencialmente en un estado de partido único. Además, a pesar de la excepcionalidad de su no intervención, Landaburu de todas formas no completó su mandato, ya que el 4 de junio de 1933 fue elegido Senador Nacional, entregando el cargo al presidente del poder legislativo provincial, Toribio Mendoza.